# 大沼パセリ
大沼パセリ（オオヌマパセリ）は、日本のボカロP、作曲家、作詞家。ALLT STUDIO所属。YouTubeやニコニコ動画にてオリジナル楽曲を投稿している。代表曲「Corruption」「エゴイスト」「colors」は、ミリオン再生を記録している。

## 経歴
- バンドをやっていた兄の影響で楽器に興味を持ち、中学2年生の時にギターを買ってもらう[1]。
- 高校生の時になってからバンドを始める。しばらくしてオリジナル曲を作りライブハウスなどにも出演するようになる。
- 音楽の専門学校に通っていた際、ボカロを使っている友人の話を聞いてボカロを始める。その後、ひっそりと匿名でネットにUPしたりする中でボカロにハマっていく。
- 2017年からYouTubeへオリジナル楽曲の投稿を開始する。以降、高い頻度で楽曲を発表していき、「Corruption」「エゴイスト」「colors」など、100万再生超えの楽曲を産み出す[2]。
- 2018年2月に楽曲『Corruption』を発表。同曲は2021年現在、YouTubeにて約340万回再生を突破している[3]。
- 2020年2月ボカロPとしてのキャリアを総括するVOCALOID BEST ALBUM「ave」をリリースし、ボカロPとしての活動に一区切りを付ける。
- 2020年9月、セルフボーカル本格始動の第1弾作品となる配信シングル「Latency」リリースする[4]。
- 2020年10月、3ヶ月連続リリースの第2弾、配信シングル「スカート」リリースする[5]。
- 2020年11月、3ヶ月連続リリースの第3弾、配信シングル「Lonely」リリースする[6]。
- 2021年5月8日に配信シングル「水面下 feat. KAFU」リリースする[7]。
- 2021年8月18日、「MAGIC」配信開始[8]。
- 2021年11月24日、「フランソワ」配信開始[9]。
- 2022年1月26日、「魔法少女になりたい」配信開始 & MV公開[10]。
- 2022年6月1日、「Iゆえに」配信開始[11]。
- 2024年5月8日、スタジオの再編に伴いKAMITSUBAKI STUDIOから新設されたALLT STUDIOに移籍。

## ディスコグラフィ
| タイトル           | 配信日         |
| ------------------ | -------------- |
| Latency            | 2020年9月9日   |
| スカート           | 2020年10月7日  |
| Lonely             | 2020年11月4日  |
| 水面下 feat. KAFU  | 2021年6月16日  |
| MAGIC              | 2021年8月18日  |
| フランソワ         | 2021年11月24日 |
| 魔法少女になりたい | 2022年1月26日  |
| Iゆえに            | 2022年6月1日   |
| DELETE             | 2023年2月15日  |
| MIRROR             | 2023年3月15日  |
| ボニー&クライド    | 2023年5月10日  |

| タイトル                                 | 収録曲公開日   | イラスト       | その他                                                                                                   |
| ---------------------------------------- | -------------- | -------------- | --- |
| 片憶い/初音ミク                          | 2017年9月28日  | 槌井こだま     | |
| 回帰現象/初音ミク                        | 2017年10月4日  | 廸             | |
| ピーターパン症候群/初音ミク              | 2017年10月8日  | 四谷           | |
| 踊る浮遊隊/初音ミク                      | 2017年10月31日 | ハル           | |
| boys/初音ミク                            | 2017年11月19日 | 廸             | |
| ニーナ/初音ミク                          | 2017年12月3日  | ku             | |
| スウィングハート/初音ミク                | 2018年1月3日   | 汐箱ちよ       | 動画 : *yuuka                                                                                            |
| 内緒話/初音ミク                          | 2018年1月27日  | 汐箱ちよ       | |
| Corruption/初音ミク                      | 2018年2月20日  | ホンダソウイチ | |
| アフタースクール/大沼パセリfeat.雨のち雨 | 2018年3月7日   |                | 動画 : *yuuka                                                                                            |
| colors/初音ミク                          | 2018年3月19日  | ホンダソウイチ | |
| メイ/初音ミク                            | 2018年4月4日   | からんころん   | |
| parade/初音ミク                          | 2018年4月8日   | 汐箱ちよ       | |
| Twig ／ 初音ミク                         | 2018年4月15日  | ホンダソウイチ | 作曲 : 大沼パセリ 作詞 : rei sirose                                                                      |
| Corruption/大沼パセリ                    | 2018年4月24日  | ホンダソウイチ | |
| Poolside/初音ミク                        | 2018年5月19日  | ホンダソウイチ | |
| contradiction/大沼パセリ                 | 2018年6月30日  |                | |
| Poolside/大沼パセリ                      | 2018年7月27日  | ホンダソウイチ | |
| 走馬灯/大沼パセリ                        | 2018年7月31日  |                | |
| エゴイスト/flower                        | 2018年9月12日  | 獅冬ろう       | |
| praise/flower                            | 2018年10月6日  | ホンダソウイチ | |
| くねくね/大沼パセリ                      | 2018年10月26日 | ホンダソウイチ | MIX : せぇ。                                                                                             |
| replay/flower                            | 2018年12月19日 | ホンダソウイチ | |
| 白紙の言葉/初音ミク                      | 2019年3月2日   | ホンダソウイチ | |
| qualia/大沼パセリ                        | 2019年4月21日  |                | |
| Billy/flower                             | 2019年6月20日  | ホンダソウイチ | |
| 悪役/大沼パセリ                          | 2019年8月21日  | ホンダソウイチ | |
| あの娘の言葉/flower                      | 2019年12月29日 | まどい         | |
| ATELIER/flower                           | 2020年2月28日  | ずもち         | 動画 : ぬヴェントス                                                                                      |
| Latency/大沼パセリ                       | 2020年9月9日   | shirone        | Mix : HIDEAKI "IKA" IKAWA Mastering : Tsubasa Yamazaki                                                   |
| スカート/大沼パセリ                      | 2020年10月7日  | Utomaru        | Mix : HIDEAKI "IKA" IKAWA Mastering : Tsubasa Yamazaki                                                   |
| Lonely / 大沼パセリ                      | 2020年11月29日 |                | Mix : HIDEAKI "IKA" IKAWA Mastering : Tsubasa Yamazaki                                                   |
| 水面下 / 大沼パセリ feat. KAFU           | 2021年5月8日   | 江戸屋犬八     | Director : yujureal works Typography : Tomotaka Iwasa                                                    |
| MAGIC / 大沼パセリ                       | 2021年8月18日  | Super♡Dry      | 動画 : 出前 Mix & Mastering : Kensuke Maeda                                                              |
| フランソワ / 大沼パセリ                  | 2021年11月24日 | NU             | 動画 : Yazhirushi Mix : HIDEAKI "IKA" IKAWA (Wee's Inc.) Mastering : Tsubasa Yamazaki (Flugel Mastering) |
| 魔法少女になりたい / 大沼パセリ          | 2022年1月26日  | ホンダソウイチ | 動画 : 出前 Mix : HIDEAKI "IKA" IKAWA (Wee's Inc.) Mastering : Tsubasa Yamazaki (Flugel Mastering)       |
| Iゆえに / 大沼パセリ feat. flower        | 2022年6月1日   | なるめ         | 動画 : Yazhirushi                                                                                        |
| DELETE / 大沼パセリ                      | 2023年2月15日  | ききゆ         | 動画 : Yazhirushi Mix : HIDEAKI "IKA" IKAWA (Wee's Inc.) Mastering : John Davis（Metropolis Studios）    |
| MIRROR / 大沼パセリ                      | 2023年3月15日  |                | Mix : HIDEAKI "IKA" IKAWA (Wee's Inc.) Mastering : John Davis（Metropolis Studios） animation: 獏井      |